# Iklena
Iklena (în greacă Ίκλαινα) este un sat istoric din unitatea municipală Pylos, Messenia, Grecia. Este situat pe dealuri joase, la aproximativ 10 km nord-est de orașul Pylos. Vestigii arheologice importante din perioada târzie epoca bronzului (cca. 1600-1100 î.Hr.) au fost scoase la lumină prin săpături și studii de suprafață de către Societatea Arheologică din Atena și Universitatea din Missouri-St. Louis sub îndrumarea profesorului Michael Cosmopoulos. Descoperirile includ un palat micenian timpuriu, ziduri uriașe de terasă, picturi murale, un sistem avansat de drenaj și o tabletă de lut între 1450 și 1350 î.Hr..C. cu un exemplu timpuriu de scriere Linear B. Alte perioade reprezentate sunt Clasic târziu și bizantin.